# Kyra Koopman
Kyra Koopman (Hilversum, 29 maart 2007) is een voetbalspeelster uit Nederland. Ze speelt als verdediger voor FC Utrecht in de Vrouwen Eredivisie.

## Clubcarrière
Kyra Koopman speelde in haar jeugdjaren voor FC Victoria uit Hilversum en AVV TOG uit Amsterdam. Ze maakte ook deel uit van de Amsterdamse meidenacademie Generation One. In 2023 ging Koopman deel uitmaken van de jeugdopleiding van FC Utrecht, dat in dat seizoen herintrede in de Vrouwen Eredivisie. Met Jong FC Utrecht wist ze promotie naar Divisie A af te dwingen.
In de voorbereiding op het seizoen 2024/25 sloot Koopman zich aan bij het eerste elftal van de Domstedelingen en ze stond deze plek vervolgens niet meer af. Op 28 september 2024 maakte Koopman haar debuut voor FC Utrecht in de Vrouwen Eredivisie in een thuiswedstrijd in Stadion Galgenwaard tegen Excelsior door in de basis te starten. Koopman speelde in deze wedstrijd als rechtsback, terwijl ze in de jeugd van FC Utrecht vooral als aanvallende middenvelder speelde. Op 4 januari 2025 tekende Koopman haar eerste profcontract in de Domstad tot 30 juni 2025. Op 12 februari 2025 werd Koopman tijdens de Utrechtse Sportprijs uitgeroepen tot 'Sporttalent van het jaar 2024'.

## Statistieken
| Seizoen | Club       | Competitie | Competitie | Competitie | Beker | Beker | Overig | Overig | Totaal | Totaal |
| Seizoen | Club       | Competitie | Wed.       | Dlp.       | Wed.  | Dlp.  | Wed.   | Dlp.   | Wed.   | Dlp.   |
| ------- | ---------- | ---------- | ---------- | ---------- | ----- | ----- | ------ | ------ | ------ | ------ |
| 2024/25 | FC Utrecht | Eredivisie | 12         | 0          | 1     | 0     | 0      | 0      | 13     | 0      |
| Totaal  | Totaal     | Totaal     | 12         | 0          | 1     | 0     | 0      | 0      | 13     | 0      |

Bijgewerkt t/m 15 februari 2025.

## Interlandcarrière
Koopman kwam als jeugdinternational uit voor Nederland onder 17. Hiervoor maakte ze haar debuut op 4 oktober 2023 in een met 6-0 gewonnen wedstrijd tegen de leeftijdsgenoten van België in Oldenzaal. In een wedstrijd tegen Turkije maakte Koopman haar eerste twee interlanddoelpunten in een met 6-1 gewonnen uitwedstrijd in 's-Gravenzande. Koopman werd voor Nederland -19 opgenomen in de selectie voor het EK 2024 in Litouwen. Koopman maakte op dit eindtoernooi op 15 juli 2024 haar debuut door in de 66ste minuut in te vallen voor Anissa Chibani in een wedstrijd tegen Duitsland.